# بيل مولر (لاعب كرة قاعدة)
بيل مولر (بالإنجليزية: Bill Mueller) هو لاعب كرة قاعدة أمريكي، ولد في 17 مارس 1971 في ميزوري في الولايات المتحدة.

## وصلات خارجية
- بيل مولر (لاعب كرة قاعدة) على موقع دوري كرة القاعدة الرئيسي (الإنجليزية)
- بيل مولر (لاعب كرة قاعدة) على موقعبيزبول رفرنس.كوم (الدوري الرئيسي) (الإنجليزية)
- بيل مولر (لاعب كرة قاعدة) على موقعبيزبول رفرنس.كوم (الدوري الثانوي) (الإنجليزية)
- بيل مولر (لاعب كرة قاعدة) على موقع إي إس بي إن.كوم (أم.أل.بي) (الإنجليزية)
- بيل مولر (لاعب كرة قاعدة) على موقع مشجعي الرسوم البيانية (الإنجليزية)